# Philip Saggau
Philip Hartwig Saggau (* 5. Januar 2002 in Kiel) ist ein deutscher Handballspieler.
Der 1,90 Meter große Torwart spielte ab 2015 beim deutschen Verein THW Kiel. Ab der Saison 2020/21 trainierte Saggau, der im Kader der A-Jugend-Mannschaft des THW stand, mit der Bundesligamannschaft der Kieler. Am 24. September 2020 debütierte er in der EHF Champions League bei der 27:35-Heimniederlage des THW gegen den HBC Nantes in der Kieler Wunderino Arena. Mit dem THW gewann er 2021 die deutsche Meisterschaft und den DHB-Supercup. 2022 folgte der Gewinn des DHB-Pokals, wobei Saggau im Viertelfinale im Aufgebot stand, jedoch ohne Spielzeit blieb. Beim Gewinn der deutschen Meisterschaft 2022/23 blieb er ohne Einsatz.
Zur Saison 2023/24 wechselte er zum TSV Altenholz.